# Danh sách câu lạc bộ bóng đá ở Croatia
Đây là danh sách các câu lạc bộ bóng đá ở Croatia, được sắp xếp theo giải đấu và hạng đấu nằm trong hệ thống các giải bóng đá ở Croatia, tính đến mùa giải 2016–17. Có tổng cộng 72 câu lạc bộ thi đấu ở 3 hạng đấu cao nhất ở hệ thống giải bóng đá Croatia, được phân chia như sau:
- Giải bóng đá hạng nhất quốc gia Croatia (còn có tên là Prva HNL hay 1.HNL, với 10 câu lạc bộ)
- Giải bóng đá hạng nhì quốc gia Croatia (còn có tên là Druga HNL hay 2.HNL, với 12 câu lạc bộ)
- Giải bóng đá hạng ba quốc gia Croatia (còn có tên là Treća HNL hay 3.HNL, với 3 hạng đấu theo khu vực - Tây (16 câu lạc bộ), Đông (16 câu lạc bộ) và Nam (18 câu lạc bộ) với tổng cộng 50 câu lạc bộ)

## Hạng nhất
| Câu lạc bộ        | Thành phố/thị trấn |
| ----------------- | ------------------ |
| HNK Cibalia       | Vinkovci           |
| GNK Dinamo Zagreb | Zagreb             |
| HNK Hajduk Split  | Split              |
| NK Inter Zaprešić | Zaprešić           |
| NK Istra 1961     | Pula               |
| NK Lokomotiva     | Zagreb             |
| NK Osijek         | Osijek             |
| HNK Rijeka        | Rijeka             |
| NK Slaven Belupo  | Koprivnica         |
| RNK Split         | Split              |

## Hạng nhì
| Câu lạc bộ              | Thành phố/thị trấn |
| ----------------------- | ------------------ |
| GNK Dinamo Zagreb II    | Zagreb             |
| NK Dugopolje            | Dugopolje          |
| HNK Gorica              | Velika Gorica      |
| NK Hrvatski Dragovoljac | Zagreb             |
| NK Imotski              | Imotski            |
| NK Lučko                | Zagreb             |
| NK Novigrad             | Novigrad           |
| NK Rudeš                | Zagreb             |
| NK Sesvete              | Zagreb             |
| NK Solin                | Solin              |
| HNK Šibenik             | Šibenik            |
| NK Zagreb               | Zagreb             |

## Hạng ba
Giải hạng ba (hoặc 3. HNL) được phân chia theo vùng thành các nhóm Tây, Đông, Nam. Nhóm Đông và Tây có 16 đội, trong khi nhóm Nam có 18 đội.

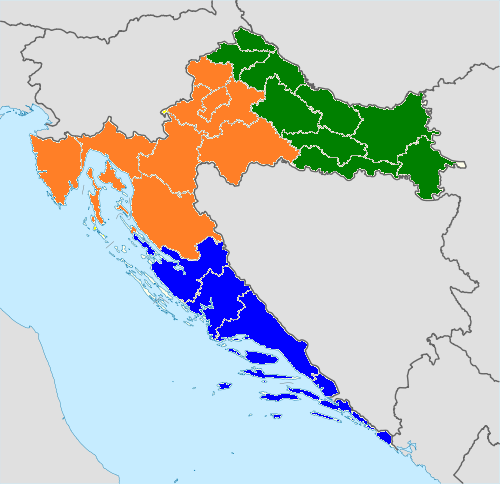
Các vùng địa lý được bao phủ với năm hạng đấu 3.HNL;
Cam - 3.HNL Tây,
Xanh dương – 3.HNL Nam,
Xanh lục – 3.HNL Đông

### Đông
| Câu lạc bộ         | Thành phố/thị trấn |
| ------------------ | ------------------ |
| NK Bedem           | Ivankovo           |
| NK Belišće         | Belišće            |
| NK Bjelovar        | Bjelovar           |
| NK BSK             | Bijelo Brdo        |
| HNK Đakovo Croatia | Đakovo             |
| NK Koprivnica      | Koprivnica         |
| NK Marsonia        | Slavonski Brod     |
| NK Međimurje       | Čakovec            |
| NK Mladost         | Ždralovi           |
| NK Oriolik         | Oriovac            |
| NK Osijek II       | Osijek             |
| NK Slavija         | Pleternica         |
| NK Slavonija       | Požega             |
| NK Varaždin        | Varaždin           |
| NK Višnjevac       | Višnjevac          |
| HNK Vukovar '91    | Vukovar            |

### Nam
| Câu lạc bộ           | Thành phố/thị trấn |
| -------------------- | ------------------ |
| BŠK Zmaj             | Blato              |
| NK Croatia           | Zmijavci           |
| NK GOŠK              | Dubrovnik          |
| HNK Hajduk Split II  | Split              |
| NK Hrvace            | Hrvace             |
| NK Jadran Luka Ploče | Ploče              |
| NK Junak             | Sinj               |
| NK Kamen             | Ivanbegovina       |
| NK Neretva           | Metković           |
| NK Neretvanac        | Opuzen             |
| NK Omiš              | Omiš               |
| NK Orkan             | Dugi Rat           |
| OŠK Otok             | Otok               |
| HNK Primorac         | Biograd na Moru    |
| NK Primorac 1929     | Stobreč            |
| NK Val               | Kaštel Stari       |
| NK Zadar             | Zadar              |
| HNK Zmaj             | Makarska           |

### Tây
| Câu lạc bộ    | Thành phố/thị trấn |
| ------------- | ------------------ |
| NK Dubrava    | Zagreb             |
| NK Dugo Selo  | Dugo Selo          |
| NK HAŠK       | Zagreb             |
| NK Jadran     | Poreč              |
| NK Krk        | Krk                |
| NK Kustošija  | Zagreb             |
| NK Maksimir   | Zagreb             |
| NK Opatija    | Opatija            |
| NK Samobor    | Samobor            |
| HNK Segesta   | Sisak              |
| NK Stupnik    | Gornji Stupnik     |
| NK Trnje      | Zagreb             |
| NK Vinogradar | Jastrebarsko       |
| NK Vrapče     | Zagreb             |
| NK Vrbovec    | Vrbovec            |
| NK Zagorec    | Krapina            |

## Giải bóng đá nữ hạng nhất quốc gia
| Câu lạc bộ           | Thành phố/thị trấn |
| -------------------- | ------------------ |
| ŽNK Agram            | Zagreb             |
| ŽNK Dinamo-Maksimir  | Zagreb             |
| ŽNK Katarina Zrinski | Čakovec            |
| ŽNK Ombla            | Dubrovnik          |
| ŽNK Osijek           | Osijek             |
| ŽNK Pregrada         | Pregrada           |
| ŽNK Rijeka-Jack Pot  | Rijeka             |
| ŽNK Split            | Split              |
| ŽNK Trnava           | Goričan            |
| ŽNK Viktorija        | Slavonski Brod     |